# Henri Tomasi
Henri Tomasi (Marsella, 17 de agosto de 1901 - París, 13 de enero de 1971) fue un director y compositor clásico francés.
Nacido de padres corsos, estudió en el conservatorio de Marsella y desde el año 1916 en el de París: alumno de P. Vidal, G. Caussade y V. d'Indy, en el 1927 obtiene el Prix de Rome con la cantata Coriolan. El mismo año fue alumno de Ph. Gaubert, logrando el primer premio de dirección orquestal, e inició la carrera como director, tanto en su país como en el extranjero.
En 1949 compuso el Concierto para Saxofón alto y orquesta. Más adelante, en concreto en 1956, compuso el Concierto para clarinete y el Concierto para trombón. Este mismo año llegó el largamente esperado estreno mundial de su ópera Miguel de Mañara basada en un texto del poeta O. V. de L. Milosc. Esta ópera, "L'Atlantide", y la ópera cómica "Le Testament di Pere Gaucher" establecieron su reputación como compositor de ópera.  
En mayo de 1956 en Burdeos, su ópera Sampiero Corso fue estrenada, con el tenor australiano Kenneth Neate en el rol titular. Fue repuesto en el Festival Holland en junio.